# Nikon (imię)
Nikon – imię męskie pochodzenia greckiego, wywodzące się od greckiego νικη (nike), co oznacza "zwycięstwo". Imię to stosunkowo największą popularnością cieszyło się u prawosławnych Słowian wschodnich.
Nikon imieniny obchodzi 23 marca i 26 listopada.
Znane osoby noszące to imię:
- św. Nikon – żołnierz rzymski, męczennik za cesarza Trajana Decjusza (połowa III wieku)
- św. Nikon "Metanoeite" – misjonarz ormiański, cudotwórca, zm. ok. 998 roku
- Nikon – patriarcha moskiewski i całej Rusi w latach 1652-1666
- Nikon (Sofijski) - egzarcha Gruzji w latach 1906-1908